# 전쟁과 사랑
《전쟁과 사랑》은 1995년 10월 21일부터 1996년 1월 14일까지 방영된 문화방송 주말 특별기획 드라마이다. 광복 50주년을 기념해 제작된 휴먼 대하드라마로, 1940년대부터 현재에 이르기까지 격동의 현대사에서 보통사람들이 보편적으로 겪어야 했던 질곡의 삶을 조명하였다.
한편, 당초 수목 미니시리즈 《숙희》의 후속작으로 기획되었으나 SBS 《코리아게이트》가 전격적으로 토요일 2회 연속 방영을 결정하자 같은 소재의 정치 드라마 《제4공화국》을 수목 드라마로 보내고 그 자리에는 특별기획으로 제작된 《전쟁과 사랑》을 편성됐다. 그리고 초반의 분위기가 《여명의 눈동자》와 흡사하다는 지적 뿐만 아니라 개인의 역경묘사에 치중하여 단순 멜로물이라는 평가를 받기도 했다.
게다가, 최경식 음악감독이 1995년 10월 28일 시작된 동시간대 KBS 1TV 《찬란한 여명》배경음악을 겹치기 제작해 따끔한 눈초리를 사야 했다.

## 줄거리
일제 강점기 때 어쩔 수 없는 상황에서 군속이 되어 인도네시아로 끌려간 주인공 김남천의 삶을 통해 일제 강점기 말엽부터 현재에 이르기까지 파란의 역사 속에서 살아온 한민족의 모습을 그렸다.

## 등장 인물

### 주요 인물
- 이창훈 : 김남천 역
- 윤동환 : 송양섭 역
- 오연수 : 양선옥 역
- 배종옥 : 한지연 역
- 안재욱 : 김원재 역
- 우희진 : 박은주 역

### 그 외 인물
- 남성훈
- 샤를린 곤잘레스 : 샤르므 역
- 오미연 : 남천의 어머니 역
- 정동환 : 남천의 아버지 역
- 임현식
- 이계인
- 백윤식 : 방금룡 역
- 주현 : 조자룡 역
- 차광수 : 조경민 역
- 윤용현
- 이병철
- 김영일
- 최용민
- 유선애
- 김선경 : 우제쯩 역
- 정준호
- 최지우
- 최지나
- 김세준 : 일본군 장교 역

### 특별출연
- 한석규
- 심은하

## 수상
- 제1회 아시아 TV 페스티벌 최우수상

## 결방 사유
- 1995년 12월 30일 : MBC 연기대상 편성으로 결방
- 1995년 12월 31일 : MBC 가요대제전 편성으로 결방

## 참고 사항
- 이 드라마는 SBS의 《코리아게이트》로 인해 고전을 면치 못하고 시청률은 10위권 밖으로 밀려났지만, 시청자들에게는 연기력을 비롯하여 음악과 소품까지 모두 한결같이 극찬을 받았다.[5]
  - 이창훈은 처음 주인공으로 낙점되었을 때는 지명도가 낮다는 이유로 외면받았지만 빼어난 연기력으로 편견을 극복했다.[5]
  - 소품에서도 하찮은 부분까지 세심한 노력을 기울인 점이 돋보였다.[5]
  - 전편에 걸쳐 흐르는 감미로운 음악은 우리 민족이 받았던 수모와 서러움을 더할 나위없이 잘 표현했다는 평을 받았다.[5]
- 일본의 후지TV는 종전 50년 기념한 다큐멘터리 《아시아 영화가 보는 일본 전후 50년》의 일부 내용으로 《전쟁과 사랑》의 제작현장과 스토리를 담아 소개했다.[6]
- 일본군 교관이 조선인 지원병으로 하여금 자신의 군화를 핥게 하고 소총의 개머리판으로 머리를 내려찍는 등 지나친 폭력 장면을 노출하여 방송위원회로부터 주의 조치를 받았다.[7]
- 시크릿 가든의 녹턴이 배경음악으로 나왔으며 사이먼앤 가펑클의 사운드 업 사일런스 , 존 바에스의 리버 인더 파인 도 배경 음악으로 나왔다

## 같이 보기
- 덕이
- 유심초
- 옥이 이모
- 서울 1945
- 로드 넘버원